# Creal Springs
Creal Springs è un comune degli Stati Uniti d'America, situato in Illinois, nella Contea di Williamson.